# Life on Mars?
Life on Mars? è un brano musicale scritto dall'artista inglese David Bowie e pubblicato come 45 giri il 22 giugno 1973.
Quarta traccia e secondo singolo estratto dall'album Hunky Dory, è una delle canzoni simbolo di Bowie. L'interpretazione vocale e l'arrangiamento, dal "lamentoso" pianoforte iniziale di Rick Wakeman all'atmosfera operistica di Mick Ronson, con gli archi e il crescendo di timpani sullo stile di Così parlò Zarathustra del "pre-finale", hanno contribuito a promuovere Life on Mars? allo status di classico tanto che il brano è entrato con gli anni nella cultura di massa.
Life on Mars? si trova al 1º posto tra le 100 migliori canzoni di tutti i tempi del Daily Telegraph, al 34º tra le 500 migliori canzoni secondo New Musical Express e al 57º nella Top 100 di BBC Radio 2, che l'ha definita «un incrocio tra un musical di Broadway e un quadro di Salvador Dalí». In un sondaggio condotto nel 1999 tra i lettori della rivista inglese Q è stata inclusa tra i 100 migliori singoli di sempre.
È uno dei brani presenti nel musical Lazarus, scritto da Bowie con Enda Walsh e andato in scena dalla fine del 2015.

## Tracce
1. Life on Mars? (David Bowie) - 3:48
2. The Man Who Sold the World (David Bowie) - 3:55

## Formazione
- David Bowie - voce, chitarra
- Mick Ronson - chitarra
- Trevor Bolder - basso
- Mick Woodmansey - batteria
- Rick Wakeman - pianoforte

## Il brano
(David Bowie, 2008)

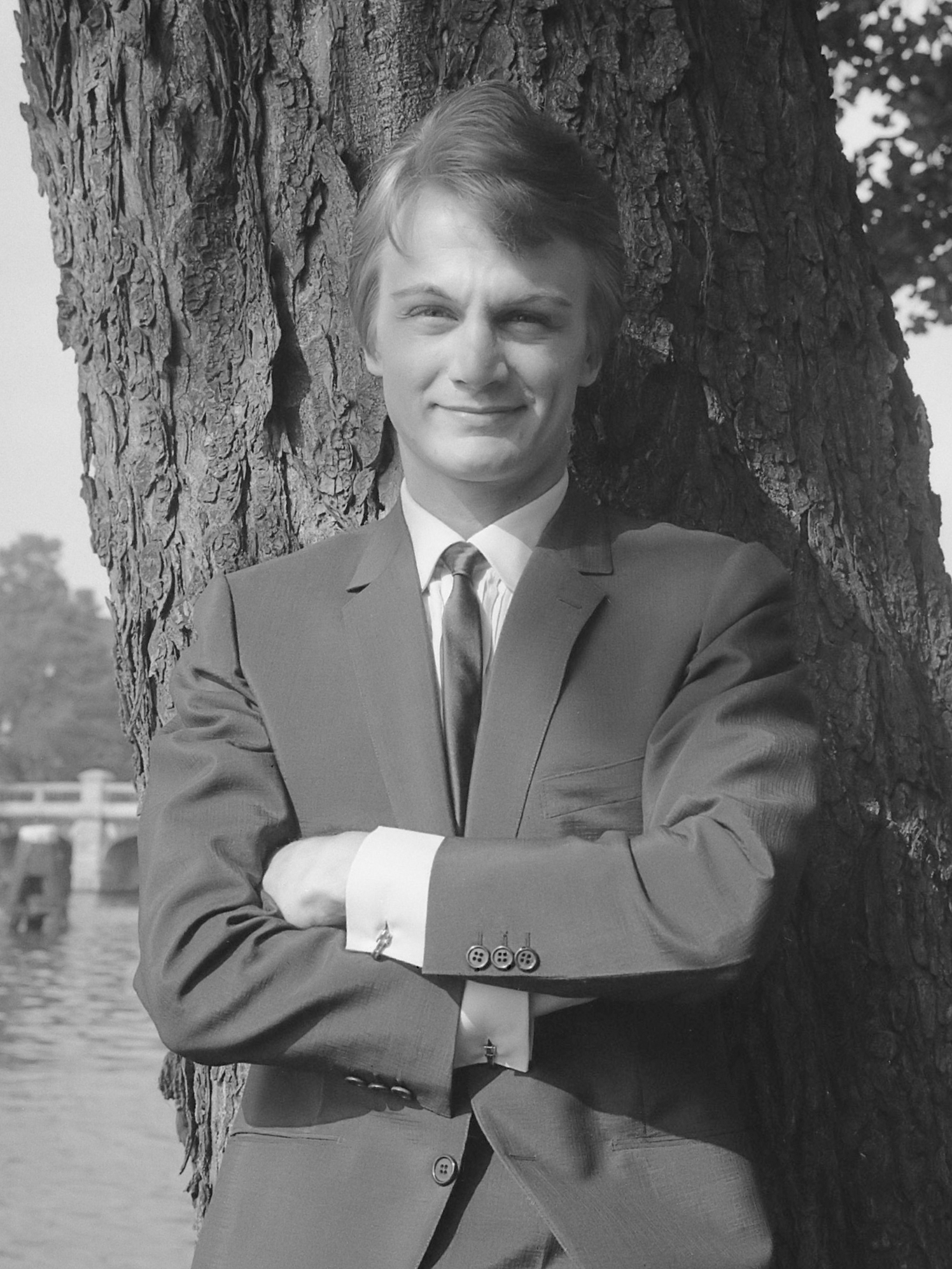
Il cantautore francese Claude François è l'autore di Comme d'habitude, la canzone che ha dato origine a My Way e, indirettamente, a Life on Mars?.

La genesi di Life on Mars? sarebbe da far risalire al 1968, quando a David Bowie venne dato il compito di adattare il testo di una canzone francese di Claude François intitolata Comme d'habitude. Bowie scrisse Even a Fool Learns to Love («un titolo incredibilmente brutto», come dichiarò diversi anni dopo), che raccontava di come la facile allegria di un clown veniva soggiogata dall'improvvisa scoperta dell'amore.
Il brano non venne accettato per le obiezioni dell'editore francese della Decca Records (Geoffrey Heath della Essex Records rivelò che «volevano una star per registrare il disco, non quel cafone di Bromley») e la traduzione fu affidata a Paul Anka che scrisse il brano intitolato My Way, portato al successo da Frank Sinatra e interpretato in seguito da molti artisti tra cui Elvis Presley e Sid Vicious. Qualche anno dopo, usando più o meno gli stessi accordi ma in modo del tutto diverso David rese omaggio a My Way e al suo più famoso interprete scrivendo Life On Mars?, motivo per cui nelle note di copertina di Hunky Dory, accanto al titolo della canzone c'è la scritta autografa "inspired by Frankie".
Sono stati numerosi i tentativi di "decodificare" il testo di Life on Mars?, una sequenza di immagini apparentemente slegate che vanno da John Lennon a Topolino, da Ibiza ai Norfolk Broads fino all'inno patriottico Rule, Britannia!, un'esplosione di caotico glamour contrapposto alla grigia esistenza della protagonista che si rifugia nelle immagini sempre diverse dei vari canali televisivi, in cerca di una via di fuga dai suoi litigiosi genitori. E probabilmente è questo frenetico zapping l'unica origine delle immagini enigmatiche e surreali riportate nel testo, «la reazione di una ragazza sensibile al mondo dei media» come la descriveva Bowie nel 1971.
Nel 1996 il cantante è tornato sull'argomento aggiungendo: «Penso che si senta tradita, che sia delusa dalla realtà. Penso che, pur vivendo una realtà deprimente, sia convinta che in un luogo imprecisato c'è una vita che vale la pena di vivere e che sia amaramente insoddisfatta per il fatto di non avervi accesso... Suppongo che adesso mi farebbe pena, all'epoca provavo una sorta di empatia con lei».

### Il lato B
Registrata nella primavera del 1970 durante le sessioni dell'omonimo album, The Man Who Sold the World fa ormai parte in modo stabile dei classici di David Bowie grazie anche ad alcune cover che si sono rivelate successi da Top 10, come quella della cantante scozzese Lulu del 1974 e quella unplugged dei Nirvana del 1993.

## Registrazione
Il brano venne registrato nell'aprile 1971 ai Trident Studios di Londra, durante le sessioni di Hunky Dory, anche se la pubblicazione come 45 giri fu decisa solo due anni dopo per sfruttare il successo ottenuto da Bowie con The Rise and Fall of Ziggy Stardust and the Spiders from Mars.

## Uscita e accoglienza
Il singolo venne pubblicato il 22 giugno 1973 in Europa, Sud Africa, Australia e Nuova Zelanda. In Italia, Spagna e Portogallo uscì con differenti brani sul lato B, rispettivamente Amsterdam, Drive-In Saturday e  Black Country Rock.
L'effetto della "Ziggymania" si fece sentire e il 45 giri riscosse un grande successo raggiungendo la 3ª posizione nel Regno Unito nel giro di due settimane e rimanendo nella Official Singles Chart per 13 settimane.
Nel gennaio 2016, dopo la morte di David Bowie la canzone ha guadagnato nuova popolarità ed ha nuovamente fatto ingresso nelle classifiche di molti Paesi, oltre a piazzarsi al 22º posto su iTunes l'11 gennaio.

### Classifiche
| Paese       | Anno | Posizione | Classifica                                    |
| ----------- | ---- | --------- | --------------------------------------------- |
| Australia   | 2009 | 67        | Top 100 Singles Chart                         |
| Belgio      | 2016 | 4         | Ultratop 50 Singles (Fiandre)                 |
| Francia     | 2013 | 3         | Syndicat national de l'édition phonographique |
| Germania    | 1973 | 39        | Top 100 Single-Charts                         |
| Irlanda     | 1973 | 4         | Irish Singles Chart                           |
| Italia      | 2016 | 33        | FIMI                                          |
| Paesi Bassi | 2016 | 95        | Single Top 100                                |
| Regno Unito | 1973 | 3         | Official Singles Chart                        |
| Regno Unito | 1983 | 97        | Official Singles Chart                        |
| Stati Uniti | 2016 | 12        | Billboard Hot Rock Songs                      |
| Svezia      | 2016 | 44        | Sverigetopplistan                             |
| Svizzera    | 2016 | 48        | Top 75 Singles                                |

## Life on Mars?dal vivo
Life on Mars? ricevette il battesimo dal vivo nell'agosto 1972 nei concerti al Rainbow Theatre di Londra, durante lo Ziggy Stardust Tour, e venne eseguita anche nell'Aladdin Sane Tour 1973 in un medley con Quicksand e Memory of a Free Festival.
In seguito è stata riproposta nello Station to Station Tour 1976, nel Serious Moonlight Tour 1983 e nel Sound+Vision Tour 1990, prima di venire esclusa dalle scalette ed essere "recuperata" a partire dall'Hours Tour 1999.
Tra le esibizioni "estemporanee":
- 5 settembre 1980, The Tonight Show starring Johnny Carson, trasmesso dalla NBC.
- 9 ottobre 1999, NetAid, concerto benefico trasmesso dalla BBC dal Wembley Stadium.
- 18 ottobre 1999, Storytellers, programma trasmesso da VH1.
- 25 giugno 2000, Glastonbury Festival.
- 24 luglio 2000, Yahoo! Internet Music Awards, evento trasmesso on line.
- 21 settembre 2002, Parkinson, programma trasmesso dalla BBC.
- 8 settembre 2005, Fashion Rocks Concert, Radio City Music Hall di New York.

## Pubblicazioni successive
Il 45 giri è stato pubblicato di nuovo nel 1982 in versione picture disc all'interno della serie Fashions, nel 1983 nella serie Lifetimes e di nuovo come picture disc nel 2013, in occasione del 40º anniversario, con una versione live registrata il 1º ottobre 1972 alla Boston Music Hall come lato B.
Life On Mars? si trova in numerose raccolte e album live:
- Best Deluxe (1973, uscito in Giappone)
- The Best of Bowie (1980)
- Changesbowie (1990)
- The Singles Collection (1993)
- The Best of David Bowie 1969/1974 (1997)
- Best of Bowie (2002)
- The Platinum Collection (2005)
- Live EP (Live at Fashion Rocks) (2005)
- iSelect (2008)
- Live Santa Monica '72 (2008)
- VH1 Storytellers (2009)
- A Reality Tour (2010)
- Nothing Has Changed (2014)

Versioni dal vivo sono presenti anche nei video album Serious Moonlight (1984) e A Reality Tour (2004), oltre che nei bonus disc inclusi nelle riedizione di Aladdin Sane del 2003 e di Station to Station del 2010.

## Il videoclip
Il videoclip di Life on Mars?, l'ultimo tra quelli diretti da Mick Rock, venne girato il 12 maggio 1973 nel retropalco di Earls Court a Londra, durante l'Aladdin Sane Tour, prodotto con meno di 350 sterline e montato in due giorni.
Quasi assorbito dallo spoglio fondale, Bowie appare in un completo color turchese di Freddie Burretti e truccato da Pierre La Roche, l'ideatore della folgore blu e rossa che divide in due il volto del cantante sulla copertina di Aladdin Sane.«L'idea era di creare una sorta di flash temporale», spiegò in seguito il regista, «volevo creare qualcosa che facesse un po' pensare a un dipinto».
Il video è incluso nei video album The Video Collection e Best of Bowie. Nel 2004 il "making of" è stato inserito nel DVD Visionary Spirit Vol. 1, contenente filmati di Mick Rock mai usciti ufficialmente prima.

## Life on Mars?nella cultura di massa
- A Londra nel 2000 è andato in scena lo spettacolo teatrale di Adrian Berry From Ibiza to the Norfolk Broads, titolo tratto dal testo della canzone.[27]
- Nel 2001 Life on Mars? è stato il titolo di uno spettacolo di teatro urbano concepito dagli artisti australiani David Hollywood, Liam Judson e Aidan Roberts.[28]
- Sempre nel 2001 la canzone è stata utilizzata nello spot televisivo delle Poste francesi.[29]
- Nel 2006 il titolo del brano ha ispirato la serie televisiva Life on Mars, mandata in onda da BBC One.
- Life on Mars? si trova nella colonna sonora dei film Le onde del destino (1996), anche se nella sequenza finale della versione home video è stata sostituita da Your Song di Elton John per motivi di copyright, Loverboy (2005), Factory Girl (2006), La kryptonite nella borsa (2011) e Licorice Pizza (2021). Bn
- Nel 2015 Jessica Lange ha interpretato Life on Mars? nel 1º, 5º e 12º episodio della quarta stagione della serie televisiva statunitense American Horror Story, intitolati rispettivamente Il circo degli orrori, Cupcake rosa e Cala il sipario.
- Nel 2016, per la morte del cantante, Angelo Orazio Pregoni crea 8 pezzi di una fragranza O’Driù dal nome evocativo “Life on Mars?”
- Nel 2018 il lancio inaugurale del Falcon Heavy immesse in un'orbita come carico di prova una Tesla Roadster, durante la diretta del lancio come colonna sonora venne utilizzata Life on Mars?.

## Cover
Oltre ad essere stata oggetto di numerose cover, Life on Mars? è stata eseguita in varie lingue con titolo e testo differenti: in francese da Alain Kan nel 1973 (La vie en Mars), in finlandese da Hector nel 1974 (Sudenkorento), in svedese da Frida nel 1975 (Liv på Mars) e in brasiliano da Seu Jorge nel 2004, nella colonna sonora di Le avventure acquatiche di Steve Zissou.
La prima cover di Life on Mars? è stata quella di Barbra Streisand nell'album ButterFly del 1974. A tale proposito il commento di Bowie non è stato molto positivo. Due anni dopo su Playboy, al giornalista e futuro regista cinematografico Cameron Crowe che gli chiedeva cosa ne pensasse rispose «Terribile. Mi spiace, Barb, ma era davvero atroce».
Tra gli altri artisti che hanno inciso una cover:
- John Keating in Space Experience 2 del 1975
- King's Singers in Keep On Changing del 1975
- i Wall Street Crash nell'album eponimo del 1982
- Marti Webb in Encore del 1985
- Chris Sievey in Frank Sidebottom's Sci-Fi EP del 1986
- Steve Nieve in Playboy del 1987
- gli Snakepit Rebels nel singolo Forever Young del 1992
- Rick Wakeman in The Piano Album del 1995
- The Flaming Lips nel maxi singolo This Here Giraffe del 1996
- Cæcilie Norby in My Corner of the Sky del 1996
- Anggun in Snow on the Sahara del 1997
- The Ukulele Orchestra of Great Britain in Pluck del 1998
- Yann Tiersen e Neil Hannon in Black Session del 1999
- Geoff Keezer in Zero One del 2000
- The H-Band in Live Spirit: Live Body del 2002
- Scala & Kolacny Brothers in On the Rocks del 2002
- gli Arid come singolo nel 2002
- gli All About Eve nell'album live Cinemasonic del 2003
- Dave Lee in Under the Influence del 2004
- i G4 nell'album eponimo del 2005
- Michael Ball in Music del 2005
- Michelle Branch in Gap Favorite Songs del 2005
- la Jeff Duff Band in Lost in the Stars del 2005
- L'Aura nella riedizione di Okumuki del 2006
- il violinista Ed Alleyne-Johnson in Reflections del 2006
- Tony Christie in Simply in Love del 2006
- i Leviathan Brothers in The Man Who Lost His Shadow del 2007
- The Bad Plus in Prog del 2007
- MiG nell'album eponimo del 2007
- The City of Prague Philharmonic Orchestra in Songs Without Words - Great Songs in a Classical Style del 2008
- i VAMPS nel CD singolo Evanescent del 2009
- Enrico Ruggeri nel secondo CD del cofanetto All in - L'ultima follia di Enrico Ruggeri del 2009
- i Club for Five in You're the Voice del 2009
- Jury in Mi fai spaccare il mondo del 2009
- Robyn Hitchcock in Trolley Bus 2 del 2010
- i Vitamin String Quartet in VSQ Performs the Music from the Films of Wes Anderson del 2012 (digital release)
- i Le Bang Bang in Headbang del 2013
- Brooke Waggoner in Songs for Justice del 2013
- i Dustbowl in Another Kind of Black del 2013
- Trey Songz all'interno della colonna sonora della serie TV Vinyl del 2016

Altre cover che si trovano in album tributo o compilation di artisti vari includono quelle di:
- Manix in Ashes to Ashes - A Tribute To David Bowie del 1999
- i Cybernauts in Cybernauts Live del 2000
- gli En Brock in Diamond Gods - Interpretations of Bowie del 2001
- Bryin Dall in Cover Your Bets del 2003
- Des de Moor e Russell Churney in Darkness and Disgrace del 2003
- The Divine Comedy e Yann Tiersen in Starman - Rare and Exclusive Versions of 18 Classic David Bowie Songs del 2003
- i Classic Rock String Quartet in The Bowie Chamber Suite - A Classic Rock Tribute to Bowie del 2004
- The Dresden Dolls in .2 Contamination: A Tribute to David Bowie del 2006
- Lara Martelli in Repetition*Bowie - Midfinger's Tribute to David Bowie del 2007
- The Thing in Life Beyond Mars - Bowie Covered del 2008
- Keren Ann in We Were So Turned On: A Tribute To David Bowie del 2010
- Carl Mentalperson in Oddities - A Tribute to David Bowie del 2010 (digital release)
- The Weasletones in Ziggy Played Surf Guitar del 2011
- gli Accelorater in Tribute to David Bowie del 2011
- Federica Zammarchi in Jazz Oddity del 2011
- Mike Garson in The Bowie Variations for Piano del 2011
- Aneurin Barnard nella colonna sonora di Hunky Dory del 2012
- Lea DeLaria in House of David del 2015
- Jherek Bischoff in Strung Out in Heaven: A Bowie String Quartet Tribute del 2016 (digital release)
- AURORA in Girls Vol. 3 - Music from the HBO Original Series del 2016 (digital release)

In alcune occasioni Life on Mars? è stata eseguita anche dal vivo da:
- Graziana Borciani, componente del gruppo musicale-teatrale degli Oblivion, al Ruvido Club di Bologna nel 1995.[31]
- Tony Hadley al The Sage di Gateshead, il 1º dicembre 2008.[32]
- il cantante svedese Christer Sjögren, come interval act durante la seconda semifinale del Melodifestivalen 2011.
- Patrick Stump in una sessione con Zane Lowe a BBC Radio 1 nel 2013.
- La cantautrice neozelandese Lorde, in occasione del tributo a David Bowie durante i BRIT Award 2016.
- Michele Bravi nel programma Viva RaiPlay! nel dicembre del 2019
- Yungblud, in occasione del concerto A Bowie Celebration del 2021. La cover è stata riprodotta dalla NASA durante l’atterraggio del rover Perseverance su Marte nel febbraio 2021. Il 18 marzo 2021 ne è stato rilasciato un singolo.
- Lady Blackbird, che ha cantato una versione soul del brano in alcuni dei suoi live.